# Khaen

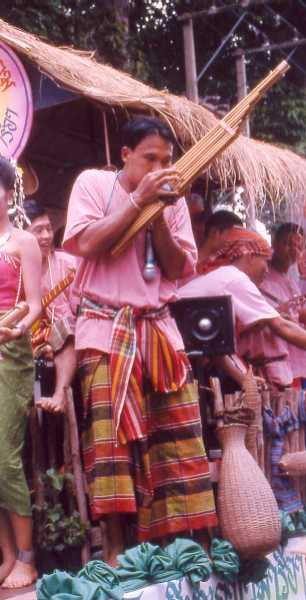
Gra na khaen w Isan

Khaen (laot. ແຄນ; taj. แคน, RTGS: khaen, IPA: kʰɛ̄ːn) – tradycyjny instrument muzyczny w Tajlandii i Laosie. Bambusowy aerofon, odmiana harmonijki ustnej.
W 2017 roku khaen i muzyka Laotańczyków na ten instrument zostały wpisane na listę niematerialnego dziedzictwa UNESCO.